# Billy Milne
Pour les articles homonymes, voir Milne.
Cet article possède un paronyme, voir William Milne.
William Milne DCM, également connu localement sous le nom de Stir (24 novembre 1895 - juillet 1975), est un footballeur écossais. Il est notamment joueur d'Arsenal durant sa carrière.

## Biographie
Né à Buckie dans le Banffshire, Milne commence sa carrière dans le club de sa ville natale Buckie Thistle, dans la Scottish Highland Football League.
Il sert durant la Première Guerre mondiale avec les Seaforth Highlanders en France et remporte la Distinguished Conduct Medal en 1918.
Après-guerre, Milne retourne à Buckie Thistle et joue au poste de demi d'aile (ce qui serait aujourd'hui approximativement une position de milieu de terrain).
En septembre 1921, il fait le long voyage vers le sud en train depuis Buckie pour rejoindre Londres côté Arsenal. Milne fait ses débuts pour Arsenal à Cardiff City le 27 décembre 1921, mais ne dispute que quatre autres matchs cette saison-là.
Cependant, la saison suivante, il devient titulaire en tant que demi-droit, et continue à y jouer pendant encore quatre saisons. Cependant, après l'arrivée d' Alf Baker, il est mis peu à peu sur le banc. Lors d'un match contre Huddersfield Town le 2 avril 1927, il se casse la jambe terminant ainsi sa carrière de footballeur. En tout, il joue 124 fois pour Arsenal, marquant trois buts.
Pendant la Seconde Guerre mondiale, il est directeur de l'ARP à Highbury. Milne est en poste la nuit où le stade a été bombardé avec des engins incendiaires ; il participe à éteindre l'incendie sauvant le stade de dommages encore plus graves.
En 1947, Milne devient physiothérapeute du club; il officie également à ce titre pour l'équipe d'Angleterre. Il prend sa retraite en 1960.
Il meurt en 1975, à l'âge de 79 ans.